# Mastixis hyades
Mastixis hyades är en fjärilsart som beskrevs av Paul Dognin 1914. Mastixis hyades ingår i släktet Mastixis och familjen nattflyn. Inga underarter finns listade i Catalogue of Life.